# Carl Christian Friedrich Glenck
Carl Christian Friedrich Glenck, (13. dubna 1779, Schwäbisch Hall – 21. listopadu 1845, Gotha) byl německý geolog, mineralog, salinista, vrtný specialista a podnikatel. Zasloužil se o nezávislost Švýcarska na dovozu soli.

## Život a dílo
Sůl byla od starověku předmětem výnosného obchodování a těžba vlastních zdrojů představovala významný zdroj prosperity a samostatnosti. Člověk, který se zabýval hledáním soli, její těžbou a úpravou se nazýval salinista. Jednalo se o vysoce výnosné řemeslo a právě do rodiny salinistů se ve městě Śvábská Halle v roce 1779 narodil Carl Christian Friedrich Glenck. Výrobou soli se zabýval jeho otec i matka a řemeslo dokázalo synovi zajistit studia. V roce 1791 nastoupil ke studiu práv v Hohe Karlsschule ve Stuttgartu, ale problematika profese jeho rodičů se stala jeho hlavním zájmem.
Spolu s právy studoval v Erlangenu geologii a mineralogii a v letech 1799 – 1800 navštěvoval Bergakademii ve Freibergu u Abrahama Gottloba Wernera.
Po studiu nastoupil do služeb rodu Hohenlohe a stal se tajemníkem knížete Friedricha Ludwiga von Hohenlohe-Ingelfingena, generála pěchoty a guvernéra Slezska ve Vratislavi, kterého doprovázel na jeho cestách. Pro své odborné znalosti byl pověřen správou solných pánví v Niederhallu a Weissbachu. Po mediatizaci majetku knížat Hohenlohe přišel o pravidelný příjem a jeho dříve značné jmění se rozplynulo. Při nevelkém důchodu se začal živit jako právník a podnikat jako salinista.
V roce 1812 objevil ve Württemberském království u Marbachu na Neckaru ložisko sádrovce. Nálezu dokázal komerčně využít. Solivary ve Weissbachu se dostaly do soukromých rukou a Glenck byl v roce 1817 pověřen jejich vedením. V oblasti provedl vrtný průzkum a objevil solné ložisko u Bad Wimpfenu.  
Následovaly další pokusy o vrtání v Durynsku, v Čechách, v Sasku a ve Švýcarsku. Tyto testy provedl částečně jménem státních orgánů, částečně na vlastní náklady. V roce 1828 se přestěhoval do Gothy ve Výmarském velkovévodství. Zde objevil sůl a založil solivar ve městě Stotternheim. Prestižní akce se zúčastnil i Johann Wolfgang Goethe, který akci popsal ve verších. Glenck byl při této příležitosti Goethovi představen. Carl Glenck v roce 1845 v Gotě zemřel z přirozených příčin mimořádného pracovního nasazení.
Za života se mu dostalo mnohých ocenění v Německu i Švýcarsku, stal se čestným občanem města Darmstadt.

## Hledání soli ve Švýcarsku
Švýcarsko bylo závislé na dovozu cenné suroviny a proto Glenck neměl problémy s dohodou s úřady v Curychu o vrtání na švýcarském území. V roce 1819 začal vrtat na břehu Rýna v blízkosti hradu v Eglisau. Vrtání v tvrdém podloží skončilo po dvou letech zlomením vrtací trubky v hloubce 210 metrů. Začal vrtat na druhém břehu řeky a v roce 1823 v hloubce 240 metrů objevil malé ložisko soli, jehož těžba by se však nevyplatila. Podle smlouvy měl nárok pouze na sůl, nikoli na jiné minerály, kovy nebo prameny. Vedlejším produktem Glenckovy snahy v Eglisau však byl objev minerálního pramene, který se po více než sto letech stal zdrojem pro výrobu legendárního švýcarského nápoje Vivi Kola.
Ani v dalších vrtech ve Schleinikonu, Schöfflisdorfu a Oberweningenu sůl nenašel. Mezitím byla téměř zdolána jeho mimořádná vytrvalost. Nakonec však, po téměř dvaceti vrtech, ve Švýcarsku sůl našel. V srpnu1836 v oblasti bazilejské obce Muttenz v hloubce 454 stop a dvou palců zastavil vrtání, neboť nalezené ložisko ohodnotil jako zásobu, která uspokojí každou spotřebu. O rok později zde vybudoval solivar ve Schweizerhalle, který nejen že Švýcarsku zajistil nezávislost na dovozu soli z ciziny, ale stal se i základem švýcarského chemického a farmaceutického průmyslu.

## Osobní život
Carl Glenck se v roce 1803 oženil s dcerou faráře, Charlottou Eleonorou Marií Burgerovou. Z patnácti děti se jen tři dožily dospělého věku. O smrti svých dětí se dozvídal uprostřed mimořádného pracovního nasazení v různých částech Německa a Švýcarska, často v situaci beznadějných neúspěchů. Mezi jeho potomky patří i pravnuk Hermann von Glenck (1883—1952), hudební skladatel. Glenck vždy věřil ve své počínání a ochotně riskoval i veliké jmění.

## Glenckovy metody výzkumu a hloubkového vrtání
Žádné popisy metodik a přístrojů se nedochovaly. Celkově Carl Glenck uskutečnil 56 vrtů s hloubkou až 400 metrů. Vrtací práce probíhaly na území Švýcarska, Württemberska, Bádenska, Hesenska, Durynska, Saska i Čech. Vrtání primitivními prostředky trvalo bolestivě dlouho, v tvrdém podloží méně jak 30 cm za den.100 metrů hloubky pak trvalo kolem roku, hlubší vrty několik let. Práce vyžadovaly vysoké nároky na financování a na pracovní sílu. Nepravidelný odpor vůči vrtací trubce neumožňoval použití zvířecí síly, obsluhu vrtu tvořilo 3-5 lidí. S odporem místních obyvatel se nesetkával, naopak většinou místní lidé dílo sledovali s nadějí budoucí prosperity. Geologické znalosti byly velmi nízké, při hledání lokality Glenck používal viditelné anomálie ve vzhledu krajiny, studoval výskyt slovního základu sůl v místních názvech polí a luk, zpovídal místní obyvatelstvo ohledně solankových vývěrů. Velkou část života trávil na cestách při kontrole stávajících děl, hledání nových lokalit i při jednání s úřady. Při hledání ložiska ve Švýcarsku bylo vyplaceno kolem dvou miliónů franků se sledovaným poměrem státních a vlastních prostředků. Všechny projekty představovaly vysoké riziko a bylo třeba je zajistit podle lokálního právního systému. Jedním z hlavních zdrojů úspěchu Carla Glencka byla i mimořádně vhodná kombinace právního a geologického vzdělání.  